# Qatar TotalEnergies Open 2023
Qatar TotalEnergies Open 2023 byl tenisový turnaj hraný na ženském profesionálním okruhu WTA Tour v Mezinárodním komplexu chalífy. Dvacátý první ročník Qatar Ladies Open probíhal mezi 13. až 18. únorem 2023 v katarském hlavním městě Dauhá.
Turnaj dotovaný 780 637 dolary patřil do kategorie WTA 500. Nejvýše nasazenou singlistkou se stala světová jednička Iga Świąteková z Polska. Jako poslední přímá účastnice do dvouhry nastoupila 42. hráčka žebříčku Danielle Collinsová ze Spojených států, kterou ve druhém kole deklasovala . V důsledku invaze Ruska na Ukrajinu na konci února 2022 řídící organizace tenisu ATP, WTA a ITF s grandslamy rozhodly, že ruští a běloruští tenisté mohli dále na okruzích startovat, ale do odvolání nikoli pod vlajkami Ruska a Běloruska.
Ve dvouhře i čtyřhře tituly obhájily šampionky z roku 2022. Iga Świąteková tak na okruhu WTA Tour získala dvanáctou singlovou trofej. V průběhu turnaje ztratila jen pět her, čímž vytvořila nový rekord WTA v nejnižším počtu ztracených gamů na cestě za titulem. Čtyřhřu opět ovládl druhý světový pár Američanek Coco Gauffová a Jessica Pegulaová, jehož členky si odvezly čtvrtou společnou trofej.

## Rozdělení bodů a finančních odměn

### Rozdělení bodů
| Soutěž  | Soutěž      | vítězky | finalistky | semifinalistky | čtvrtfinalistky | 16 v kole | 28 v kole | Q  | Q3 | Q2 | Q1 |
| ------- | ----------- | ------- | ---------- | -------------- | --------------- | --------- | --------- | -- | -- | -- | -- |
| dvouhra | [ 2 ] [ 8 ] | 470     | 305        | 185            | 100             | 55        | 1         | 25 | 18 | 13 | 1  |
| čtyřhra | [ 9 ]       | 470     | 305        | 185            | 100             | 1         | —         | —  | —  | —  | —  |

### Finanční odměny
| Soutěž                                | Soutěž      | vítězky   | finalistky | semifinalistky | čtvrtfinalistky | 16 v kole | 28 v kole | Q3      | Q2      | Q1      |
| ------------------------------------- | ----------- | --------- | ---------- | -------------- | --------------- | --------- | --------- | ------- | ------- | ------- |
| dvouhra                               | [ 2 ] [ 8 ] | 120 150 $ | 74 161 $   | 43 323 $       | 21 075 $        | 11 500 $  | 8 310 $   | 5 590 $ | 2 860 $ | 1 500 $ |
| čtyřhra                               | [ 9 ]       | 40 100 $  | 24 300 $   | 13 900 $       | 7 200 $         | 4 350 $   | —         | —       | —       | —       |
| částka ve čtyřhrách je uvedena na pár |             |           |            |                |                 |           |           |         |         |         |

## Ženská dvouhra

### Nasazení
| Stát                         | Hráčka                 | WTA | Nasazení |
| ---------------------------- | ---------------------- | --- | -------- |
| Polsko                       | Iga Świąteková         | 1.  | 1.       |
| USA                          | Jessica Pegulaová      | 4.  | 2.       |
| Francie                      | Caroline Garciaová     | 5.  | 3.       |
| USA                          | Coco Gauffová          | 6.  | 4.       |
| Řecko                        | Maria Sakkariová       | 7   | 5        |
|                              | Darja Kasatkinová      | 8.  | 6.       |
| Švýcarsko                    | Belinda Bencicová      | 9.  | 7.       |
|                              | Veronika Kuděrmetovová | 11. | 8.       |
| Žebříček WTA k 6. únoru 2023 |                        |     |          |

### Jiné formy účasti
Následující hráčky obdržely divokou kartu do hlavní soutěže:
- Viktoria Azarenková[3]
- Sofia Keninová[3]
- Maria Sakkariová[3]
- İpek Özová[3]

Následující hráčka obdržela zvláštní výjimku:
- Čeng Čchin-wen[3]

Následující hráčka nastoupila pod žebříčkovou ochranou:
- Karolína Muchová

Následující hráčky si zajistily postup do hlavní soutěže v kvalifikaci:
- Rebecca Marinová
- Elise Mertensová
- Karolína Plíšková
- Viktorija Tomovová

### Odhlášení
před zahájením turnaje
- Ons Džabúrová → nahradila ji  Barbora Krejčíková
- Anett Kontaveitová → nahradila ji  Karolína Muchová
- Aryna Sabalenková → nahradila ji  Čang Šuaj

## Ženská čtyřhra

### Nasazení
| Stát                                                                     | Hráčka              | Stát       | Hráčka             | WTA | Nasazení |
| ------------------------------------------------------------------------ | ------------------- | ---------- | ------------------ | --- | -------- |
| USA                                                                      | Coco Gauffová       | USA        | Jessica Pegulaová  | 6.  | 1.       |
| Ukrajina                                                                 | Ljudmyla Kičenoková | Lotyšsko   | Jeļena Ostapenková | 21. | 2.       |
| USA                                                                      | Desirae Krawczyková | Nizozemsko | Demi Schuursová    | 27. | 3.       |
| Mexiko                                                                   | Giuliana Olmosová   | Čína       | Čang Šuaj          | 34. | 4.       |
| Žebříček WTA k 6. únoru 2023; číslo je součtem umístění obou členek páru |                     |            |                    |     |          |

### Jiné formy účasti
Následující páry obdržely do čtyřhry divokou kartu:
- Mubaraka Al-Naimiová /   Jekatěrina Jašinová
- Čan Chao-čching /  Latisha Chan

Následující pár nastoupil z pozice náhradníka:
- Jekatěrina Alexandrovová /   Aljaksandra Sasnovičová

### Odhlášení
před zahájením turnaje
- Viktoria Azarenková /  Elise Mertensová → nahradily je   Jekatěrina Alexandrovová /   Aljaksandra Sasnovičová

## Přehled finále

### Ženská dvouhra
- Iga Świąteková vs.  Jessica Pegulaová, 6–3, 6–0

### Ženská čtyřhra
- Coco Gauffová /  Jessica Pegulaová vs.  Ljudmyla Kičenoková /  Jeļena Ostapenková, 6–4, 2–6, [10–7]